# Diego Martínez Carlón
Diego Martínez Carlón y Teruel (Lorca, Murcia ¿? - † Águilas, Murcia, 28 de agosto de 1836) religioso español, chantre de Almería. Obispo de Teruel y a partir de 1832 obispo de Jaén.
| Predecesor: Jacinto Rodríguez Rico | Obispo de Teruel 1826 - 1831 | Sucesor: José Asensio Ocón y Toledo                     |
| Predecesor: Andrés Esteban Gómez   | Obispo de Jaén 1832 - 1836   | Sucesor: (Sede vacante 12 años) ⇒ José Escolano y Fenoy |